# Atazabal
Atazabal es un despoblado que actualmente forma parte del municipio de Condado de Treviño, en la provincia de Burgos, Castilla y León (España).

## Toponimia
A lo largo de los siglos ha sido conocido con los nombres de Atazabal y Atazaval.

## Historia
Documentado desde 1025 (Reja de San Millán), estaba situado entre las localidades de Armentia y Pedruzo, y formaba parte de la Merindad de Rivo de Ibita.
Actualmente sus tierras son conocidas con el topónimo de Zabala.